# Болдасево
Болдасево (эрз. Полдаська) — село в Ичалковском районе. Республики Мордовия России. Входит в состав Берегово-Сыресевского сельского поселения.

## География
Расположено на реке Алатырь, у оврага Леплей, в 33 км от районного центра и 30 км от железнодорожной станции Оброчное.

## История
Название-антропоним: первым поселенцем был мордвин с дохристианским именем Полда (Болда). О его потомках упоминается в первой Генеральной переписи мордвы Алатырского уезда (1624). В «Списке населённых мест Симбирской губернии» (1863) Болдасево — село удельное из 105 дворов (1568 чел.) Ардатовского уезда. В 1930 году в селе было 492 двора (2468 чел.); был образован колхоз им. Калинина, с 1996 г. — СХПК ТОО «Калина». В современной инфраструктуре села — основная школа, библиотека, медпункт, Дом культуры.

## Население
| 2002 | 2010 |
| ---- | ---- |
| 286  | ↘204 |

Национальный состав
Согласно результатам переписи 2002 года, в национальной структуре населения мордва-эрзя составляли 96 %

## Источник
- Энциклопедия Мордовия, О. Ю. Бояркина.